# Магинский сельсовет (Караидельский район)
Магинский сельсовет (прежние названия — Караидельский поселковый Совет, Караидельский поселковый Совет народных депутатов, Караидельский поссовет Караидельского района Республики Башкортостан) — муниципальное образование в Караидельском районе Башкортостана. Центр — с. Магинск, расположен от районного центра с. Караидель в 17 км.

## История
Караидельский поселковый совет Караидельского района БАССР образован в 1944 году в соответствии с Указом Президиума Верховного Совета БАССР от 08 мая 1944 года № 616/27 и входил в него только рабочий поселок Караидельский (совр. Сосновый Бор).
До этого времени, в 1940 году, пос. Караидельского стеклозавода (совр. Сосновый Бор) входил в состав Апреловского сельсовета, а пос. механизированного Магинского лесоучастка (совр. Магинск) входил в состав Бердяшевского сельсовета вместе с деревнями Могилевка и Спасское, которые попали в зону затопления во время строительства Павловского водохранилища.
В 1956 году в Караидельский поссовет входили д. Апрелово, бараки 8 км, р.п. Караидельский, а поселок Магинск стал центром вновь образованного Магинского сельсовета, куда вошли п. Ачит, п. Берёзовый лог и п. Магинск.
В 1969 году в результате реорганизации в состав Караидельского поссовета (центр — рп. Караидельский (совр. Сосновый Бор) уже входили: п. Ачит, п. Березовый Лог, р.п. Караидельский, п. Магинск).
В 1986 году исключены из учетных данных посёлки Ачит и Берёзовский Лог, согласно Указу Президиума ВС Башкирской АССР от 12.12.1986 N 6-2/396 «Об исключении из учетных данных некоторых населенных пунктов»)
Выписка:
Президиум Верховного Совета Башкирской АССР постановляет:
Исключить из учетных данных следующие населенные пункты:
поселки Ачит, Березовский Лог административно подчиненные Караидельскому поселковому Совету народных депутатов
В 1999 году Караидельский поссовет Караидельского района Республики Башкортостан преобразован в Магинский сельсовет Караидельского района Республики Башкортостан в соответствии с Законом РБ «Об образовании Магинского сельсовета Караидельского района
Республики Башкортостан» № 42-з от 30 декабря 1999 года. В состав Магинского сельсовета вошли р.п. Караидельский и п. Магинск.
9 июля 2002 года Магинский сельский Совет был переименован в муниципальное образование Магинский сельсовет Караидельского района Республики Башкортостан.
С 19 декабря 2005 года, согласно «Закону о границах, статусе и административных центрах муниципальных образований в Республике Башкортостан», муниципальное образование Магинский сельсовет было переименовано в сельское поселение Магинский сельсовет муниципального района Караидельский район Республики Башкортостан и имеет статус сельского поселения.

## География
Общая площадь территории — 1243 га.
Граничит с сельскими поселениями Караидельский, Новомуллакаевский, Караярский, Озеркинский и Байкинский сельсоветы.
Отдаленность от ближайшей ж.д. станция Щучье Озеро составляет 127 км.

## Население
| 2002  | 2009  | 2010  | 2012  | 2013  | 2014  | 2015  |
| ----- | ----- | ----- | ----- | ----- | ----- | ----- |
| 1722  | ↘1568 | ↗1643 | ↘1623 | ↘1597 | ↘1545 | ↘1535 |
| 2016  | 2017  | 2018  |       |       |       |       |
| ↘1525 | ↘1510 | ↘1496 |       |       |       |       |

## Состав сельского поселения
| № | Населённый пункт | Тип населённого пункта       | Население |
| - | ---------------- | ---------------------------- | --------- |
| 1 | Магинск          | село, административный центр | ↗1491     |
| 2 | Сосновый Бор     | деревня                      | ↘152      |

## Все руководители поселения
1956 г. — Васильев Алексей Александрович
1957—1958 г.г. — Щелев Николай Иванович
1959—1962 г.г — Никулина Екатерина Александровна
1963—1965 г.г. — Курбатов Виктор Иванович
1966—1974 г.г. — Никулина Екатерина Александровна
1974—1981 г.г. — Мельников Спиридон Васильевич
1981—1982 г.г. — Мичков Василий Сергеевич
1984—1986 г.г. — Выгузова Зоя Афанасьевна
1987—1990 г.г — Гизетдинова Марзия Галиахметовна
1990—1992 г.г. — Банников Геннадий Александрович
1993—1997 г.г. — Лутфрахманов Ахнаф Назипович
1997—1999 г.г. — Шайхинуров Рим Маснавиевич
1999 — по настоящее время — Киряков Андрей Алексеевич